# جيل بلوك
غيليس بلوخ (بالفرنسية: Gilles Bloch)‏ (و. 1961 – م) هو طبيب، من فرنسا، ولد في بوانت-آه-بيتر.

## التعليم
تعلم في المدرسة المتعددة التكنولوجية بفرنسا.